# 分公司制
分公司制（日語：／英語：），或譯為「公司內分公司制」（In-house Company System, System of Internal Division Companies），是日本的企業內部事業單位形式之一，為傳統的「事業部制」之強化型態，指企業內具有獨立會計系統、自主性的事業部門，盈虧由該部門主管負起全責。相較於事業部制，運作上被授予更大權限，近似子公司。
分公司制由日本索尼於1994年採用為濫觴，之後各大企業紛紛仿傚，角川集團更是把旗下主要子公司改成分公司制的「品牌公司」（Brand Company）；不過，權限愈大伴隨著愈易各自為政，反不利於貫徹公司決策，且經營資源分散未必能達成績效，因此NEC於2003年、索尼於2005年、角川集團於2015年回復事業部制。